# Сельское поселение Муханово
Сельское поселение Муханово — муниципальное образование в Кинель-Черкасском районе Самарской области.
Административный центр — село Муханово.

## Административное устройство
В состав сельского поселения Муханово входят:
- село Муханово,
- посёлок Тростянка,
- деревня Фёдоровка.